# Apolonio de Samaria
Apolonio de Samaria fue un general sirio seléucida, bajo el gobierno de Antíoco IV Epífanes.

## Biografía
Hijo nativo de Samaria (1 Mac 3:10), y gobernador de Samaria bajo  Antíoco IV Epífanes. Fue el gobernador de Samaria al servicio de Antíoco IV Epífanes, fue enviado a Egipto para asistir a la coronación de Tolomeo Filométor, y a Roma para tranquilizar al senado, que le amenazaba con la guerra; murió a manos de Judas Macabeo, en la Batalla de Uadi Haramia, donde Judas conservó la espada de Apolonio en otras batallas..